# Béziers Volley 2013-2014
Questa voce raccoglie le informazioni riguardanti il Béziers Volley nelle competizioni ufficiali della stagione 2013-2014.

## Organigramma societario
Area direttiva
- Presidente: Jean Paul Cristofoli

Area tecnica
- Allenatore: Cyril Ong
- Allenatore in seconda: Fabien Simondet

## Rosa
| N° | Nome               | Ruolo | Data di nascita   | Nazionalità sportiva |
| -- | ------------------ | ----- | ----------------- | -------------------- |
| 1  | Ludmilla da Silva  | S     | 19 ottobre 1984   | Brasile              |
| 2  | Valentine Mortreux | C     | 17 febbraio 1992  | Francia              |
| 4  | Alessandra Guerra  | S     | 5 aprile 1981     | Brasile              |
| 6  | Pauline Martin     | C     | 20 ottobre 1995   | Francia              |
| 7  | Alesha Deesing     | C     | 10 settembre 1985 | Stati Uniti          |
| 9  | Alizée Camberabero | L     | 23 febbraio 1996  | Francia              |
| 11 | Pauline Martin     | P     | 29 settembre 1995 | Francia              |
| 12 | Sherline Holness   | C     | 11 febbraio 1980  | Canada               |
| 13 | Stefania Dall'Igna | P     | 22 novembre 1984  | Italia               |
| 14 | Elisa Cella        | S     | 4 giugno 1982     | Italia               |
| 16 | Hélène Schleck     | S/O   | 13 maggio 1986    | Francia              |
| 18 | Alexandra Rochelle | L     | 14 dicembre 1983  | Francia              |